# Taylorcraft Auster
Тейлоркрафт Остер (англ. Taylorcraft Auster) — британський одномоторний підкісний моноплан з верхнім розташуванням крила та фіксованим шасі. Став поліпшеним і пристосованим до військових потреб варіантом легкого літака Е-2, який під керівництвом Г. Тейлора був створений в американській компанії Taylorcraft Aircraft.

## Історія
Заснована в 1935 році компанія Taylorcraft Aircraft спеціалізувалась на виготовленні легких літаків для приватного використання. Компанія випустила декілька успішних серій літаків і в листопаді 1938 року в Тармастоні (біля Лестера) була відкрита британська компанія Taylorcraft Aeroplanes (England) Limited, яка почала випуск ліцензійних копій цих літаків. Початково було закуплено ліцензію на випуск двох моделей Taylorcraft A і Taylorcraft B, які в основному відрізнялись двигунами.
Британський еквівалент «моделі A» спочатку позначався «модель C», але після початку використання нового чотирьох-циліндрового двигуна Lycoming O-145-A2 потужністю 55 к.с, отримав позначення «модель Plus C». Модифікація з двигуном Cirrus Minor 1 потужністю 90 к.с. отримала відповідне позначення «модель Plus D» з'явилась в 1939 році.
До початку Другої світової війни було виготовлено 22 «моделі Plus C» і 8 «моделей Plus D», з яких 20 було забрано на користь Королівських ВПС. При цьому літаки переоснащувались двигунами Cirrus — відповідна модифікація позначалась C.2. Ці літаки були прийняті на озброєння під позначенням «Остер I» (англ. Auster I) і надійшли в 651-у ескадрилью для оцінювання в ролі літака зв'язку і «повітряного спостережного пункту». Оцінювання пройшло вдало і міністерство авіації зробило замовлення на ще 100 таких літаків.
Перші спеціалізований військові модифікації з'явились в травні 1942 року, а загалом було виготовлено близько 1900 машин військового призначення модифікацій I, II, III, IV і V. Модифікації відрізнялись в основному тільки типом встановленого двигуна і незначними змінами в обладнанні.
Вперше військова модифікація була застосована під час висадки в Північній Африці в листопаді 1942 року. Після цього «Остери» використовувались при всіх наступальних операціях союзників в Європі. Літак використовувався в повітряних силах США, Великій Британії, Ізраїлі, Пакистані, Польщі та в інших країнах.

## Модифікації

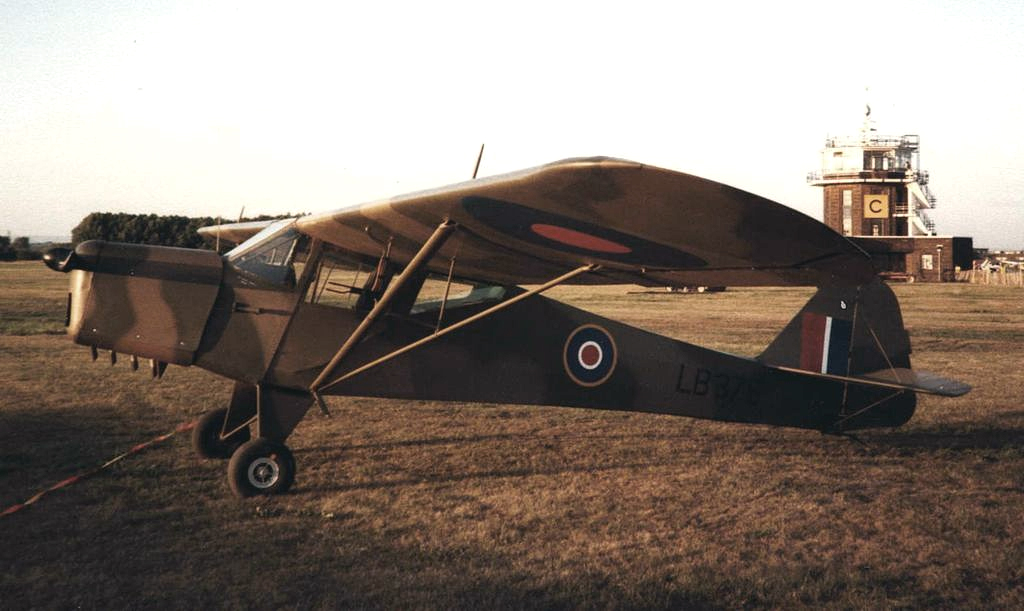
Auster I

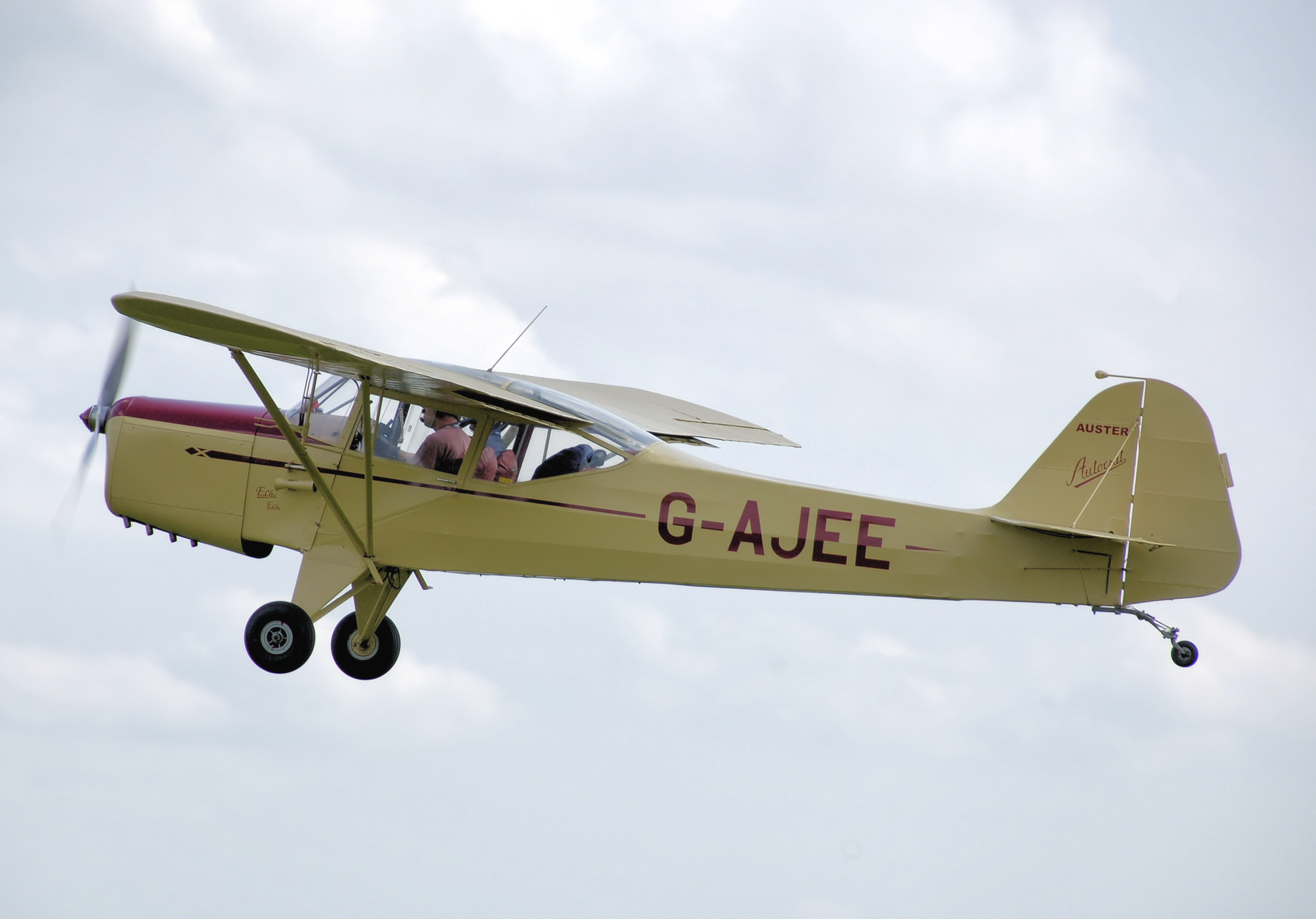
Літак Остер 5J1, побудований 1946 р.

- Auster I (моделі «D.1», «C.2») — двомісний, з двигуном Cirrus Minor 1.
- Auster II — двомісний, з двигуном Lycoming O-290 потужністю 130 к.с. Тільки два літаки побудовано.
- Auster III (модель «F») — двомісний, з двигуном Gipsy Major I потужністю 130 к.с. Побудовано 470 літаків.
- Auster IV (модель «G») — тримісний з вкороченим фюзеляжем і зміненим склом кабіни та мотором «Lycoming O-290-3». 254 літаки.
- Auster V (модель «J») — варіант модифікації IV з вдосконаленим обладнанням для можливості польоту за приладами. Побудовано понад 800 літаків.

## Тактико-технічні характеристики
Дані з Consice Guide to British Aircraft of World War II

### Технічні характеристики Auster V
- Екіпаж: 3 особи
- Довжина: 6,84 м
- Висота: 5,33 м
- Розмах крила: 10,98 м
- Площа крила: 15,51 м ²
- Маса порожнього: 499 кг
- Маса спорядженого: 839 кг
- Максимальна злітна маса: 903 кг
- Двигун: Lycoming O-290-3
- Потужність: 130 к.с. (97 кВт.)

### Льотні характеристики
- Максимальна швидкість: 209 км/год на рівні моря
- Крейсерська швидкість: 177 км/год
- Дальність польоту: 483 км
- Практична стеля: 4575 м